# Eleotris andamensis
Eleotris andamensis är en fiskart som beskrevs av Herre, 1939. Eleotris andamensis ingår i släktet Eleotris och familjen Eleotridae. Inga underarter finns listade i Catalogue of Life.